# Irena (Vorname)
Irena ist ein slawischer und litauischer weiblicher Vorname. Der entsprechende männliche litauische Vorname ist Irenijus.

## Bekannte Namensträgerinnen
- Irena Belohorská (* 1948), slowakische Politikerin
- Irena Brežná (* 1950), slowakisch-schweizerische Schriftstellerin und Journalistin
- Irena Česneková (* 1972), tschechische Biathletin
- Irena Degutienė (* 1949), litauische konservative Politikerin, Parlamentspräsidentin und -vizepräsidentin, zweimalige Premierministerin
- Irena Haase (* 1960), litauische konservative Politikerin, Parlamentsmitglied
- Irena Angelowa Krastewa (* 1955), bulgarische Medienunternehmerin
- Irena Lunskienė (* 1955), litauische Politikerin, Bürgermeisterin von Marijampolė
- Irena Rüther-Rabinowicz (1900–1979), deutsche Malerin
- Irena Šiaulienė (* 1955), litauische Politikerin, Parlamentsvizepräsidentin
- Irena Veisaitė (1928–2020), litauische Theaterwissenschaftlerin